# Респираторы ШБ «Лепесток»

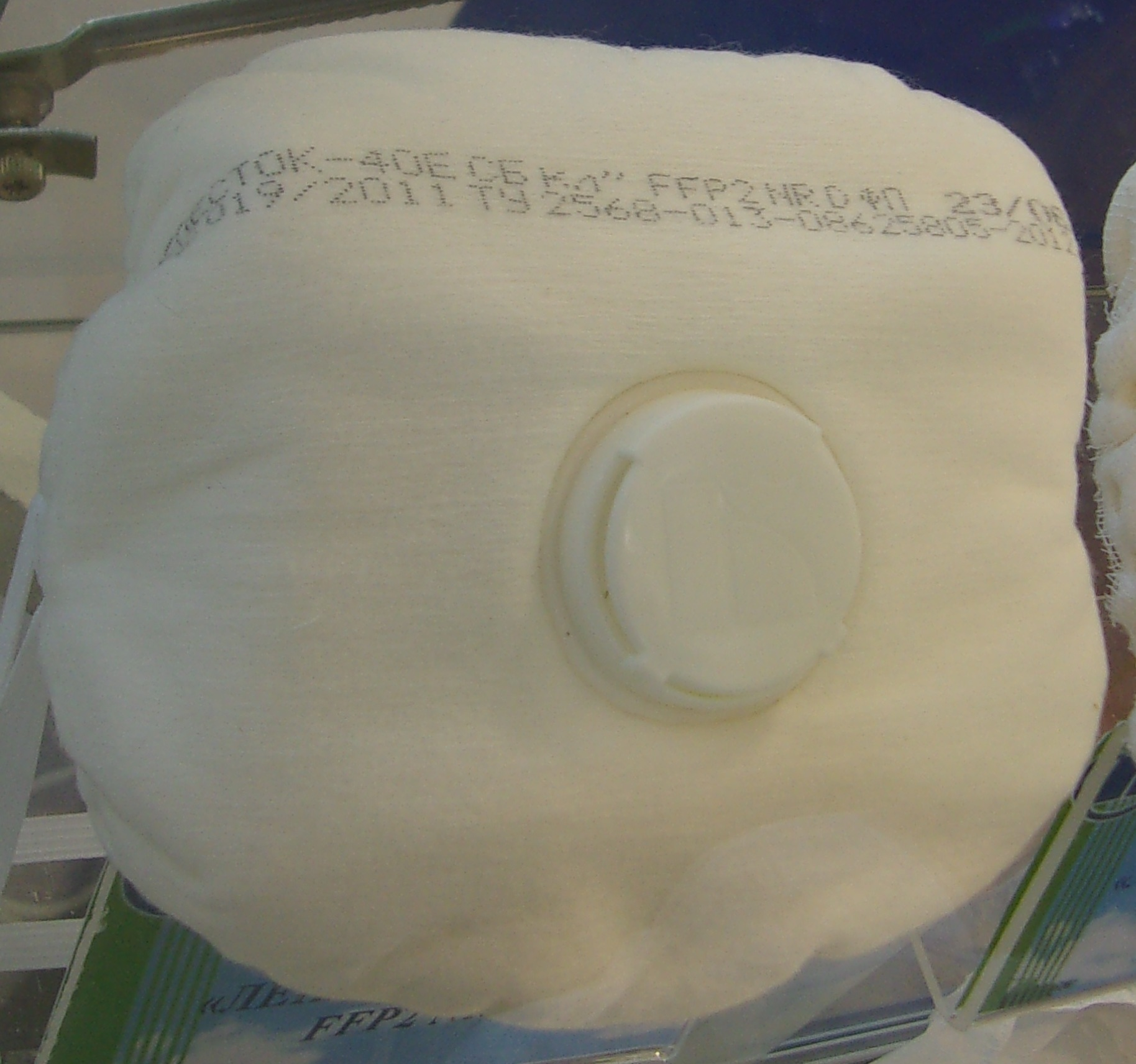
На часть респираторов, изготавливавшихся после 2011г, начали наносить маркировку в соответствии с требованиями ГОСТ (1999г).

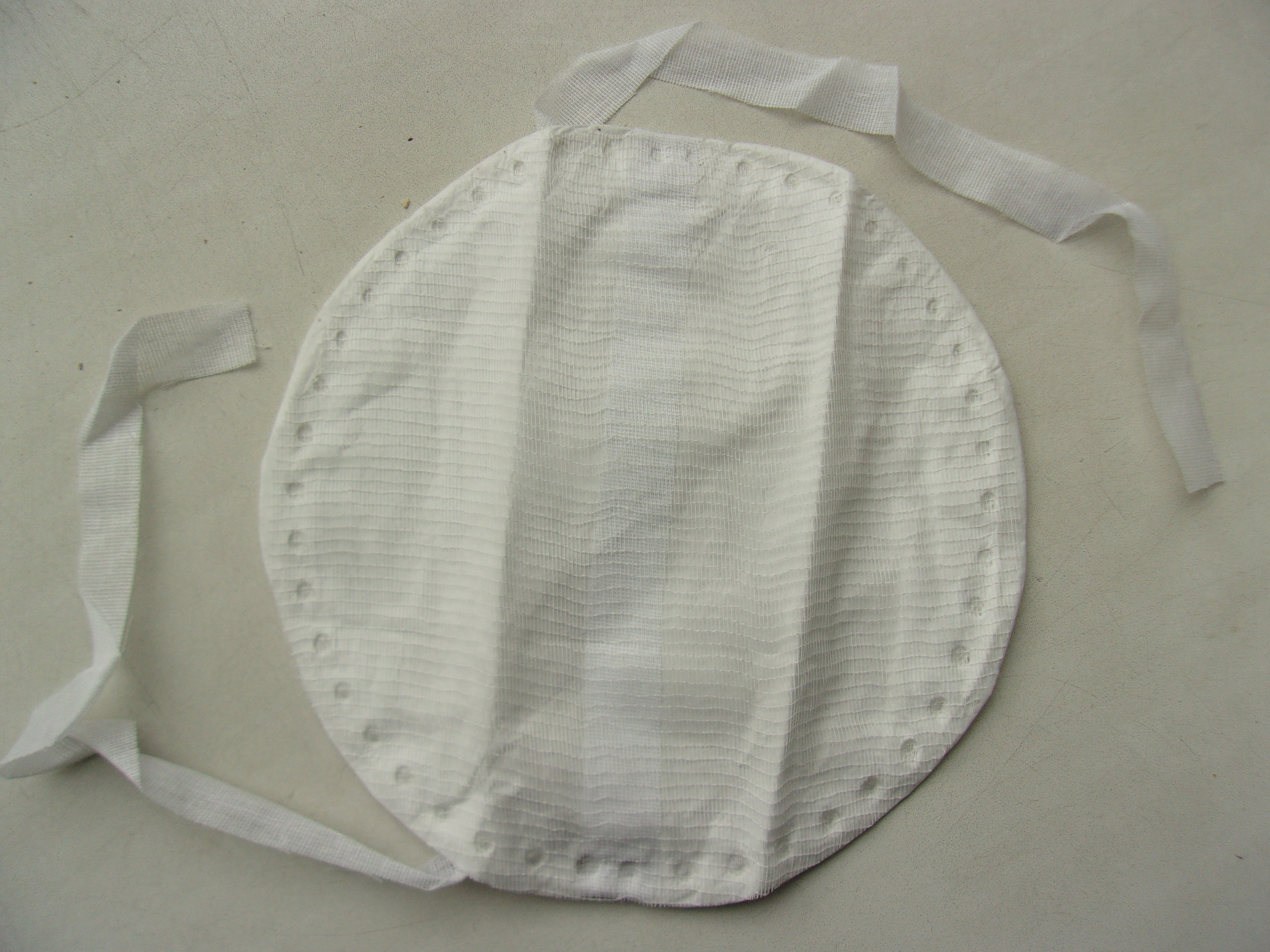
В период 1999—2011 гг. маркировка никем не наносилась — но в сертификатах указывалось, что изделие соответствует требованиям ГОСТ к нанесению маркировки на корпус.

Респираторы ШБ «Лепесток» — серия фильтрующих противоаэрозольных средств индивидуальной защиты органов дыхания (СИЗОД), разработанных при участии С. Н. Шатского и П. И. Басманова, что отражено в названии (ШБ). Для очистки воздуха в них использовался фильтровальный материал «фильтр Петрянова ФП», в котором для эффективного улавливания мелкодисперсной пыли использован электростатический заряд волокон. Вызывает сомнение работоспособность респиратора в связи с исчезновением электростатического заряда при прохождение через респиратор выдыхаемого воздуха, содержащего большое количество влаги, т.к. проверка эффективности респиратора проводилась на сухом воздухе. Для предотвращения просачивания неотфильтрованного воздуха через зазоры между маской и лицом и обоснования высокой эффективности декларировалось прилипание материала к лицу за счёт электростатического заряда. Однако позднее указывавли на возможность его утраты. С момента начала производства за период 1956—2015 годов было изготовлено более 6 млрд респираторов «Лепесток», из них около половины — на Кимрской фабрике имени Горького.

## История вопроса
Несовершенство технологических процессов часто приводит к тому, что в воздух попадают различные загрязнения, в том числе аэрозольные. Для защиты от них могут использоваться разные методы, которые по степени надёжности и предпочтительности классифицируют следующим образом (Hierararchy of Exposure Control Options):
1. Устранение/замена. Для наиболее надёжной защиты людей от вредного производственного фактора нужно изменить технологию так, чтобы устранить его, или заменить на менее опасный. Примеры: отказ от использования угольных электростанций исключает риск загрязнения окружающей среды аэрозолями на основе угольной пыли и мелких частичек сажи.
2. Изменение технологии для ослабления вредного воздействия:
  1. Изменение физических свойств используемых материалов, например — замена мелкодисперсных пыльных порошков раствором; замена сухого размалывания мокрым[6] и т. п.
  2. Изменение методов работы, исключающее контакт рабочих с вредными веществами (специальная тара, герметичные места перелива и др.).
  3. Отделение мест выполнения вредных работ от мест нахождения людей, например — автоматизация добычи полезных ископаемых.
3. Использование технических средств коллективной защиты. Примеры: кожухи на оборудовании с местными отсосами, паяльники с встроенными отсосами дыма, общеобменная вентиляция, дистанционное управление и др.
4. Организационные меры защиты. Использование «защиты временем» — уменьшение продолжительности работы во вредных условиях за счёт регулярной замены персонала на вредных рабочих местах (по «плавающему» графику и т. п.).
5. Использование средств индивидуальной защиты (СИЗ).

Хотя использование СИЗ является не только самым последним, но и самым ненадёжным способом защиты, при применении очень дешёвых моделей СИЗ это может выглядеть экономически привлекательно (для работодателя). Если дешёвые СИЗ не обеспечивают необходимую степень защиты, а возникающие при этом профессиональные заболевания регистрируются, и работодатель платит компенсации пострадавшим сотрудникам, степень такой «экономической привлекательности» — резко снижается.
После начала индустриализации в СССР система охраны труда претерпела значительные изменения. По указанию 16 партконференции ВКП(б) регистрация несчастных случаев и профессиональных заболеваний стала фальсифицироваться, и эта тенденция сохранилась и в РФ в XXI веке. (См. Особенности регистрации несчастных случаев и профессиональных заболеваний). Кроме того, единственным работодателем в СССР было государство, которое широко использовало труд бесправных заключённых — в том числе и на «вредных» производствах. Такие ненормальные условия привели к тому, что администрация предприятий могла быть заинтересована не столько в выполнении работы по улучшению условий труда (требующей больших затрат, и не только средств и материалов, но и внимания, и требовала высокой квалификации), сколько к имитации защиты людей от вредных факторов. Такими имитаторами стали, в частности, выдача молока работающим во вредных условиях (бесполезность и порой вредность которого была показана квалифицированным специалистом, основателем Ленинградской школы токсикологии Н. В. Лазоревым уже в 1934г), и применение очень недорогих респираторов-полумасок, обеспечивающих исключительно высокую степень защиты (декларируемую). Конечный результат (развитие хронических профессиональных заболеваний и отравления) регистрировался в небольшой доле случаев, и адекватной ответственности за инвалидизацию рабочих не было, а основное внимание уделялось производству военной техники и улучшению экономических показателей. В результате даже таких последних средств защиты, как несовершенные респираторы — не хватало до середины 1980-х.
В таких «уникальных» условиях была огромная потребность в появлении очень недорогого и очень эффективного средства защиты, способного избавить экономику и руководителей от затрат средств, сил, времени и внимания на реальное улучшение условий труда. Появление в это время исключительно простого, дешёвого и (как декларировалось) крайне эффективного респиратора ШБ «Лепесток» отчасти удовлетворило эту потребность. Разработчики респиратора — Петрянов И. В., Городинский С. М., Шацкий С. Н. и Басманов П. И. — получили за эту разработку Ленинскую премию. Они трудились в одной из самых элитных и «закрытых» отраслей народного хозяйства СССР — атомной промышленности, что (в сочетании с действительно высокой степенью очистки воздуха от аэрозолей изолированным фильтром) затрудняло критику потенциальных недостатков изделия. А нехватка СИЗ приводила к тому, что использование даже заведомо недостаточно эффективных средств защиты уменьшало воздействие вредных производственных факторов (в какой-то степени), и отдаляло начало развития профессиональных заболеваний и инвалидизации рабочих.

## Создание фильтра Петрянова

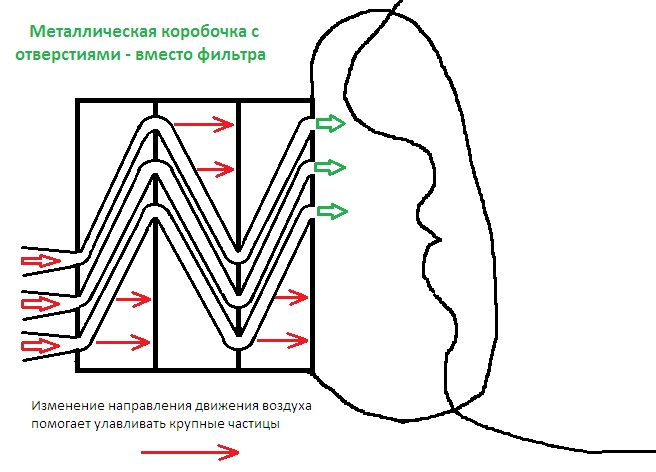
Рисунок иллюстрирует попытку разработки противоаэрозольного фильтра респиратора — такого, который бы не засорялся пылью. Воздух проходит через полую металлическую коробочку, меняя направление движения (1926г)

В начале 20-го века при использовании средств индивидуальной защиты от пыли в промышленности и противогазов в армии серьёзной и нерешённой проблемой было отсутствие подходящих противоаэрозольных фильтров. Использовавшиеся материалы или плохо пропускали воздух, или хорошо пропускали мелкодисперсную пыль. Это наглядно демонстрирует статья. Автор предлагал делать респираторы с «фильтром» из полой металлической коробочки, где воздух меняет направление движения (что действительно позволяет улавливать часть наиболее крупной пыли, но не позволяет улавливать мелкую и наиболее опасную пыль). Это наглядно показывает, насколько острой была потребность в хороших фильтрах. Видимо подобные респираторы изготавливались и применялись — так как спустя 11 лет было предложено улучшить конструкцию «пылеулавливающей» коробочки (чтобы накопившаяся в ней крупнодисперсная пыль не могла высыпаться через отверстия в подмасочное пространство). В 1958г было опубликовано предложение использовать в качестве фильтра губчатую резину (средняя эффективность 70-80 %). Автор указывал, что на некоторых предприятиях уже начали делать самодельные СИЗОД. Использование ватно-марлевых повязок, пропускавших порой более половины мелкодисперсной пыли, упоминается в публикациях до 1980-х.
Появление атомного оружия сделало потребность в противоаэрозольных фильтрах ещё более острой, так как при ядерных взрывах образовывалось большое количество радиоактивного и мелкодисперсного аэрозоля конденсации, от которого требовалось защищать не только военнослужащих, но и гражданское население.
В начале 1937г (стр. 4) была создана технология получения нетканого материала из очень тонких волокон, имевших сильный электростатический заряд — фильтров Петрянова. Для уменьшения толщины волокна использовали истечение раствора полимера в растворителе из капилляра при воздействии сильного внешнего электростатического поля. Испарение (токсичного) растворителя приводило к уменьшению диаметра:

И вот … взорам … предстала картина бурной генерации искусственной паутины. В мгновение ока всё вокруг оказалось покрытым тончайшими нитями. «Паутина» получилась с огромным электростатическим зарядом и потому прилипала ко всем окружающим предметам. … Оказалось, что при приложении высокого потенциала с конца капилляра вытягивается тонкая, источающаяся нить, которая начинает бешеный танец — змееподобными изгибами мечется по кругу … Если под капилляром поместить заземлённый металлический лист, то нить, осаждаясь на нём, образует … нетканый материал … (стр. 116)
.
Электростатический заряд волокна (в зависимости от используемого материала) мог сохраняться несколько лет. Таким образом, «прилипание нитей фильтровального материала» происходило в процессе их производства, и в условиях сильного внешнего электростатического поля. Например, в современном оборудовании используют трансформаторные преобразователи с регулируемым напряжением до 150 кВ, и более безопасные маломощные с напряжением до 50-100 кВ (стр. 94). При практическом применении готовых респираторов рабочими эти условия отсутствуют.
Маленькая толщина волокон способствовала улавливанию частиц за счёт инерционного осаждения и касания, а сильное электростатическое поле внутри материала позволяло эффективно улавливать мелкодисперсные частицы. Материал создавал сравнительно небольшое сопротивление движению воздуха, а большая «пористость» приводила к маленькому росту сопротивления потоку очищаемого воздуха при накоплении на волокнах большого количества уловленной пыли.

## Условия, в которых разрабатывались респираторы ШБ Лепесток
Особенности применения СИЗ в атомной промышленности заключались в необходимости проводить тщательную дезактивацию использованных СИЗ, а исследования показали, что это довольно сложно — резиновые лицевые части СИЗОД сохраняли повышенную радиоактивность. А выбрасывание после первого использования делало нехватку СИЗ ещё более острой:

Существенной особенностью использования средств индивидуальной защиты при работе с открытыми радиоактивными веществами является необходимость последующей тщательной очистки их от радиоактивных загрязнений. Поэтому … (они) должны: … легко очищаться от радиоактивных загрязнений, или быть настолько дешёвыми, что в случае загрязнения выше предельно допустимых уровней их можно уничтожить

Попытка использовать уже существовавшие СИЗ за редкими исключениями не имела успеха. Эти средства защиты не были достаточно эффективными. Невозможность дезактивации исключала их многоразовое применение
В других отраслях, при работе с менее токсичными веществами, условия работы тоже нередко были крайне вредными, а применявшиеся СИЗОД — неэффективными. В промышленности использовали ватно-марлевые повязки — до 1980-х.
На совещании по итогам сравнительных испытаний противопылевых респираторов разных моделей специалисты ещё раз столкнулись с тем, что нет фильтров, которые могли бы эффективно улавливать пыль, пропускать воздух без большого сопротивления дыханию, и сохранять низкое сопротивление при накоплении на них большого количества уловленной пыли. Не была решена проблема повышенной концентрации углекислого газа во вдыхаемом воздухе — из-за влияния «мёртвого» подмасочного пространства. Таким образом, эти серьёзные проблемы отвлекали на себя основное внимание, и замечание редакции журнала в конце статьи (о том, что маска может сползать во время работы, может быть подсос в месте касания маски и лица, и что заключение об общей эффективности СИЗ можно делать лишь на основании результатов испытаний в реальных производственных условиях) — не изменило обстановку.
Качество уже использовавшихся респираторов могло быть низким. Это, их нехватка, и то, что работавших во вредных условиях заключённых стали заменять вольнонаёмными рабочими (о здоровье которых нужно было заботиться), приводило к тому, что при получении невысоких показателей при испытаниях новых моделей СИЗОД — их всё же рекомендовали к производству и применению (как более качественные, по сравнению с ещё более худшими, использовавшимися ранее):

Выводы
Недостатки респиратора РУ-60-А в том, что полумаска сделана из чёрной непищевой резины, раздражающей кожу лица. Обтюратор не обеспечивает герметичность по лицевой линии. Срок службы фильтрующих патронов не соответствует данным, приведённым во временной инструкции пользования респиратором; … недостаточна одновременная защита глаз.

Учитывая это, можно рекомендовать при малярных работах в судостроении респиратор РУ-60-А как более эффективный, чем Ф-46к и Ф-57.
Сами испытания могли проводиться так, что их результаты было трудно соотносить с реальным использованием в производственных условиях:

Значительные красные следы раздражения кожи по линии прилегания маски к лицу получаются не за счёт того, что полумаска туго притянута к лицу, а за счёт неэластичности самой резины, из которой изготовлена полумаска. (стр. 89) …
Результаты испытаний на людях — таблица 5 (стр. 90):

Экспозиция — 1 час 30 минут; Результат испытания — проскока изоамилацетата нет, влаги много. Следы значительные.
Маловероятно, что на практике (при необходимости использовать респиратор по многу часов в день) рабочие смогут использовать СИЗОД так плотно затянув ремни, что после этого уже через 30-90 минут на лице остаются хорошо заметные следы вдавливания маски в мягкие ткани — настолько сильного, что никакого просачивания изоамилацетата (газ с запахом бананов) не было.

## ШБ-1 «Лепесток»
Работавшие в атомной промышленности разработчики респиратора «Лепесток» близко столкнулись с проблемами индивидуальной защиты от радиоактивных аэрозолей при исключительно высокой загрязнённости воздуха:

… экскурс в историю становления атомной промышленности СССР, нацеленной в своё время на решение главной задачи — создание ядерного оружия. Для получения необходимых количеств плутония — одного из основных (наряду с ураном-235) компонентов атомной бомбы — на Урале на рубеже 50-х годов был построен грандиозный промышленный комплекс — химкомбинат «Маяк». Всё создавалось впервые, не было опыта и необходимых знаний, разработанные технологии выделения и получения плутония были удручающе несовершенны, система радиационной защиты персонала … не была отработана. Эти обстоятельства, помноженные на штурмовщину в достижении любой ценой поставленной задачи, привели к тому, что многие тысячи рабочих и инженерно-технического персонала в тот период работали без каких-либо средств индивидуальной защиты. (стр. 286)
… на комбинате «Маяк» в первые годы его функционирования концентрация аэрозолей плутония на рабочих местах в целом ряде случаев превышали предельно допустимые значения в тысячи и даже десятки тысяч раз и при этом в подавляющем большинстве своём органы дыхания не имели защиты … (стр. 288)
Я (Петрянов ИВ — прим.) был поражён внешним видом работниц (в основном, там было много молодых женщин). У этих женщин была странная походка (они медленно передвигались) и мертвенно бледный цвет лица. Мне рассказали, что у многих из них была «плохая» кровь и нарушение менструального цикла. Уже тогда (в конце сороковых — начале пятидесятых) я обратил внимание, что эти женщины (как впрочем и все работники производства) не имели никаких средств индивидуальной защиты, а элементарные правила санитарно-гигиенической безопасности вообще никто не соблюдал. (стр. 286)

Когда мы ознакомили Славского с сутью нашей просьбы, тот стал ворчать, что вот, дескать, атомная промышленность уже обеспечена необходимыми СИЗОД, с деньгами сейчас трудно, и т.п (стр. 289)
С 1954г для нужд атомной промышленности было начато производство простой, одноразовой, дешёвой и (как декларировалось) высокоэффективной фильтрующей полумаски — респиратора «Лепесток», который позднее стал широко использоваться и в других отраслях промышленности.

### Первоначальный вариант конструкции
Разработанный респиратор представлял собой плоский круг диаметром 205 мм из трёх слоёв материала (средний — фильтр Петрянова, обеспечивал улавливание пыли). По периметру была вставлена резиновая нить (края по периметру подгибались и пришивались нитками — вручную). От использования швейных машин отказались, так как они прокалывали материал перпендикулярно его поверхности, и в месте прохода ниток образовывались отверстия, через которые могли пройти пылинки (вручную материал прокалывали под углом). В центре крепилась пластмассовая дугообразная распорка (предотвращавшая «прилипание» гибкого материала к лицу при вдохе), а в верхней части — тонкая алюминиевая пластинка, которая при надевании сгибалась вручную (для подгонки к лицу в области носа). В других местах касания маску прижимало к лицу натяжение резинки, вставленной по периметру. По бокам присоединялись завязки из марли, которые при надевании заводились за голову и завязывались на затылке. Вес изделия — около 12 грамм. Площадь фильтра 240 см², ограничение поля зрения — 12 %, гарантийный срок хранения — 2 года.
Маркировка на изделие не наносилась (до 2010-х), а разные модели респираторов различали по цвету: «Лепесток-200» был белый, «Лепесток-40» — оранжевый, и «Лепесток-5» — голубой.
Позднее пришивание подогнутого края вручную из-за низкой производительности заменили на точечную сварку (станок КГ-1 — в 1960г). Для того, чтобы сварка не проплавила тонкий материал в место расплавления добавляли мелкие гранулы пластмассы. Исходная дугообразная распорка была заменена на «звездообразную». Применение станков повысило производительность труда — вместо 50—60 респираторов (при ручной сборке) один рабочий стал изготавливать 700—800 штук за смену. Из-за износа станков КГ в 2010-е при изготовлении респираторов на них подсыпалось слишком много порошка — так, что представители завода-изготовителя советовали отряхивать респиратор перед надеванием.
Для изготовления фильтровального материала использовали получение волокон из раствора пластмассы в токсичном растворителе (из перхлорвинила, ФПП — в дихлорэтане). Часть паров оставалась в готовом изделии и могла поступать во вдыхаемый воздух. Для устранения этого предписывалось выдерживать изделие в вакуумной камере — для максимального выхода растворителя из материала. После развала СССР технология соблюдалась не всеми изготовителями, и были случаи обнаружения паров дихлорэтана при концентрации, достигавшей 1,5 ПДКрз.

#### Снежок; современные и «экспортные» разновидности конструкции
В конце 1960-х был разработан респиратор «Снежок», у которого имелся постоянный пластиковый каркас, на который надевался сменный фильтр. Респиратор отличался от обычного «Лепестка» тем, что сменный фильтрующий элемент состоял из 2 деталей, а не из 7. В постоянном пластиковом каркасе был клапан выдоха.
После распада СССР в 1991г предприятие, изготавливавшее респираторы «Лепесток-40», и находившееся в Эстонии (Силламяэ; АО «Эсфил Техно») попало в Европейский Союз. Оно было вынуждено самым первым пытаться выполнить те требования, которые стали позднее предъявлять к СИЗОД в РФ после первой попытки вступления в ВТО, и принятия стандартов с требованиями к респираторам, гармонизированных с европейскими.
Первая попытка сертификации респиратора «Лепесток-40» (в точно том виде, в каком он изготавливался в СССР — без переделок) закончилась неудачей. Как и следовало ожидать, респиратор не выдержал проверки на воспламенение. Также было заявлено, что крепление респиратора (марлевые завязки) — недостаточно удобное и эффективное; и что после имитации механического и температурного воздействий, имитации носки, проникание аэрозоля через респиратор превышает ограничения для фильтрующих полумасок 2 класса защиты. После неудачи респиратор серьёзно переделали — заменили фильтровальный материал, усилили периметр обтюрации, и заменили марлевые завязки резинками. Изготовитель стал поставлять потребителю не полуфабрикаты, а готовые к надеванию изделия (с вытянутой, завязанной и обрезанной резинкой). На изменённую наружную поверхность нанесли маркировку. После такой переделки респиратор успешно прошёл сертификацию в ЕС как фильтрующая полумаска второго класса защиты FFP2S.
Аналогично поступили и в «Севзаппромэнерго». Респиратор «АЛИНА» собирается на заводе-изготовителе (вытягивается, завязывается и обрезается резиновая нить), марлевые завязки заменены на резинки. Изделие пакуется в упаковку поштучно, на упаковке и на самом респираторе нанесена маркировка. Изделия поставляются вместе с инструкцией по применению, с указаниями по надеванию, проверке правильности надевания и др. Текст инструкции дублирован на упаковке. По сравнению с «Лепестком-200» цена заметно возросла.

#### Использование противоаэрозольного фильтра с поглотителем для защиты от газов; защита от биоаэрозолей
Для защиты от газообразных воздушных загрязнений используют или громоздкие противогазы, или сравнительно тяжёлые эластомерные респираторы-полумаски. Были созданы противоаэрозольные фильтровальные материалы, способные также поглощать токсичные газы при небольшой концентрации. После этого в СССР попытались разработать лёгкую фильтрующую полумаску, защищающую и от аэрозолей, и от газов. Разработанные в 1977—1985г СИЗОД прошли лабораторные испытания, были проверены в производственных условиях (но не при воздействии аэрозоля, а при воздействии газа), и их рекомендовали применять в условиях превышения ПДКрз по газу до 10 раз. Были разработаны респираторы «Лепесток-А» для защиты от паров органических растворителей, «Лепесток-В» — для защиты от кислых газов, «Лепесток-К» для защиты от аммиака и «Лепесток-Г» для защиты от ртути. При концентрации вредных веществ 100—400 мг/м³ срок службы составил 20—45 минут.
Из-за небольшого срока службы (по результатам исследования — порядка 1—2 часа), и несоответствия требованиями к противогазным СИЗОД, применение аналогичных респираторов (лёгких фильтрующих полумасок, способных поглощать газы) при превышении (концентрации газов) 1 ПДКрз не допускается законодательством промышленно-развитых стран — вообще. Однако российские специалисты продолжают предлагать использовать такие СИЗОД при превышении ПДКрз до 40—50 раз (с. 297—308).
В рекомендовалось при неоднократном использовании для защиты от биоаэрозолей стерелизовать СИЗОД в парах формалина при температуре 45—50 °C 1,5—2 часа и потом проветривать до исчезновения запаха.

### Надевание респиратора
Конструкция респиратора «Лепесток» значительно отличается от конструкции обычных фильтрующих полумасок. Первоначальный вариант изделия поставлялся изготовителем потребителю в индивидуальной упаковке (бумажном конверте), и каждый респиратор сопровождался инструкцией по эксплуатации с указаниями по правильному надеванию. Это было существенно, так как изделие поступало к потребителю в состоянии, которое можно назвать полуфабрикатом, а не респиратором (потребитель должен был сам выполнить ряд действий для получения из плоского диска чашеобразной фильтрующей полумаски — перед надеванием её, и для правильного надевания требовалась определённая квалификация). Но в новом варианте (1980г) стандарта это требование отменили — разрешалось класть один экземпляр инструкции в упаковку, в которой находились сотни «Лепестков». Это затрудняло информирование людей и создавало предпосылки для ошибок при надевании респиратора необученными рабочими. Ниже приводится сравнение того, какие действия должен выполнить рабочий при надевании разных моделей респираторов-полумасок:
| Действия при надевании | Модель фильтрующей полумаски                         | Модель фильтрующей полумаски                | Модель фильтрующей полумаски              | Модель фильтрующей полумаски               |
| --- | ---------------------------------------------------- | ------------------------------------------- | ----------------------------------------- | ------------------------------------------ |
| Действия при надевании | Willson SuperOne FFP2 (нет гибкой носовой пластинки) | Феникс FFP2 (есть гибкая носовая пластинка) | Алина-200 (есть гибкая носовая пластинка) | «Лепесток» (есть гибкая носовая пластинка) |
| 1. Концы резинки вытягиваются на определённое расстояние, завязываются узелком, и концы размещаются внутри образовавшейся «чаши» так, чтобы они не пересекали место касания маски и лица (и не нарушали плотное прилегание к лицу) | -                                                    | -                                           | -                                         | Θ                                          |
| 2. Края маски образуются путём уменьшения периметра исходного плоского диска, при этом образуются складки. Складки вручную раздвигаются так, чтобы они распределялись по периметру равномерно.                                     | -                                                    | -                                           | -                                         | Θ                                          |
| 3. Маска надевается на лицо | +                                                    | +                                           | +                                         | +                                          |
| 4. Носовая пластинка сгибается для подгонки к носу | -                                                    | +                                           | +                                         | +                                          |
| 5-1. Концы марлевых лямок завязываются на затылке без натяжения | -                                                    | -                                           | -                                         | +                                          |
| 5-2. Резинки оголовья заводятся за голову | +                                                    | +                                           | +                                         | -                                          |
| 6. Края маски приглаживаются по всему периметру для более плотного прижатия к лицу. | -                                                    | -                                           | -                                         | Θ                                          |
| 7. Проверяется правильность надевания | +                                                    | +                                           | +                                         | -                                          |

+ и Θ — действия выполняются; — — не выполняются; Θ — требуется при надевании «Лепестка» и не требуется при надевании обычной фильтрующей полумаски, поставляемой в готовом к использованию виде.
За вычетом последнего пункта, надевание респиратора «Лепесток» требует значительно больше действий, и потому вероятность допустить ошибки выше. Кроме того, не предусмотрена проверка правильности надевания, а это может привести к тому, что грубые ошибки останутся незамеченными. Автор (стр. 188) заметил, что важно научить рабочего правильно надевать респиратор, и что концы шнура нужно вытягивать на определённую длину. Но никаких отметок, позволяющих определить, правильно ли вытянуты резинки нет, что может затруднить правильное надевание маски и привести к образованию зазоров между ней и лицом.
Фактически, изготовитель стандартного «Лепестка» поставляет полуфабрикат, требующий квалифицированной сборки потребителем. По данным при надевании обычных (готовых) респираторов-полумасок неподготовленные люди часто допускают ошибки и правильно надевают маски менее чем в половине случаев. Поэтому из-за значительно большей сложности надевания «Лепестков» (и отсутствия инструкции с указаниями, как надевать респиратор) риск ошибки выше, и это может негативно сказаться на эффективности защиты, обеспечиваемой не в лабораторных условиях, а на практике.
Авторы (включая одного из разработчиков респиратора) отметили, что неправильная подготовка «Лепестка» к работе (слишком сильное или слишком слабое затягивание резинки, неправильный узел и т. п.) приводит к слишком сильному давлению на лицо, или к тому, что респиратор постоянно сползает. При этом на резиновом шнуре нет никаких отметок, позволяющих определить — насколько его нужно вытягивать.

### Эффективность респиратора ШБ-1 «Лепесток»

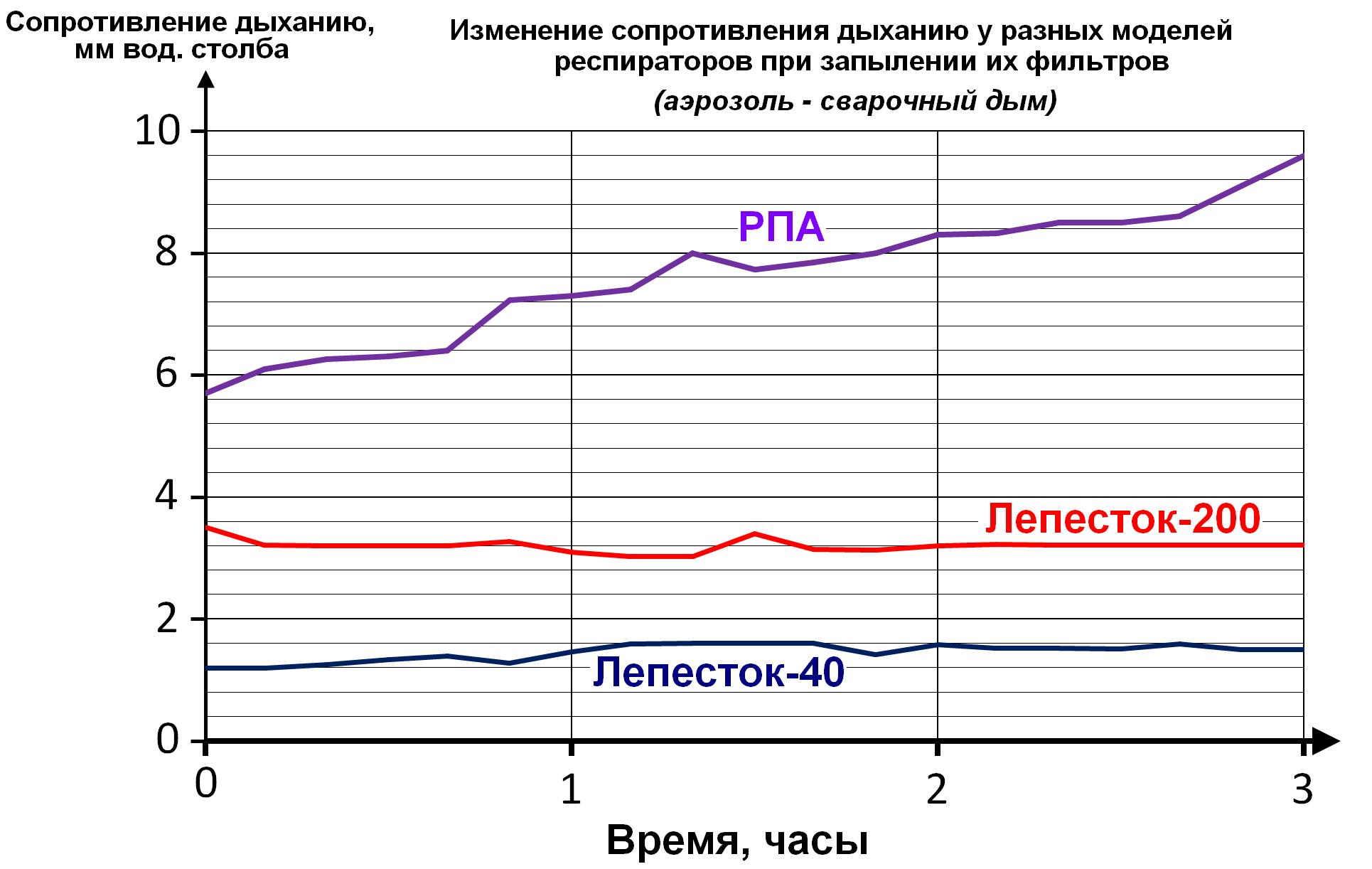
Графики изменения сопротивления дыханию, полученные при сравнительных лабораторных испытаниях респираторов разных моделей в НИИ охраны труда (Ленинград), и опубликованные в 1966 и 1967. Испытания проводились в Ленинградском ВНИИ охраны труда по заданию Центральной комиссии по борьбе с силикозом. У респиратора РП-К практически такая же площадь фильтра, и использован такой же фильтровальный материал. Однако результаты испытаний схожих респираторов дали совершенно различный результат — в то время, как загрязнение фильтра РП-К приводило к росту сопротивления дыханию, загрязнение фильтра схожей площади, сделанного из точно такого же материала у Лепестка-200, привело к небольшому уменьшению сопротивления дыханию. Выпуск респираторов, у которых при загрязнении противоаэрозольного фильтра падает сопротивление дыханию, не освоен ни в одной из промышленно-развитых стран ни в XX веке, ни в начале XXI века.

При оценке эффективности респираторов возникает ряд проблем. Так как многочисленные измерения показали, что основным путём попадания вредных веществ под маску является просачивание неотфильтрованного воздуха через зазоры между ней и лицом (при правильно выбранных и своевременно заменяемых фильтрах), то для оценки общей эффективности всего изделия нужно учитывать просачивание (leakage, inward leakage). А так как образование зазоров в реальных производственных условиях происходит значительно интенсивнее, чем в лаборатории (оно зависит от аккуратности надевания маски, и от её сползания во время выполнения разнообразных движений, многообразие которых не позволяет имитировать их в лаборатории), то для определения области допустимого применения нужны результаты измерений именно в производственных условиях — на людях во время работы. Проведение большого числа таких испытаний СИЗОД разных конструкций (и их статистическая обработка) заставило западных специалистов пересмотреть свои представления о эффективности респираторов некоторых конструкций, и побудило ужесточить ограничения области их применения во много раз.
Но проведение испытаний в производственных условиях — дорого, сложно и неудобно. Кроме того, измерение подмасочной концентрации осложняется тем, что она может быть очень маленькой (при высокой эффективности СИЗОД) — за пределами порога чувствительности современных методов анализа.
Поэтому ряд советских и российских исследователей для оценки реальной эффективности СИЗОД при их использовании в производственных условиях порой предпочитали применять другой способ — переносить результаты испытаний в лабораторных условиях на производственные; переносить результаты измерений на манекенах на использование респираторов людьми; и переносить результаты измерений эффективности фильтров (в насадке, полностью исключающей просачивание неотфильтрванного воздуха через зазоры по краям) на эффективность респиратора, используемого людьми:

так как коэффициент проскока отличается от коэффициента проникания лишь множителем …
(Коэффициент проскока — показатель эффективности фильтра, не учитывает просачивание неотфильтрованного воздуха через зазоры; коэффициент проникания — показатель эффективности всего респиратора; множитель — поправка на осаждение части аэрозоля или газа в органах дыхания, которая учитывает отличие концентрации под маской при выдохе по отношению к концентрации при вдохе). То есть — возможность просачивания неотфильтрованного воздуха автором не рассматривалась совсем
Такой подход резко снизил трудоёмкость и затраты времени на испытания разных СИЗОД, хотя и не учитывал их потенциально значительно меньшую эффективность на практике по сравнению с лабораторными условиями. В производственных условиях также измерялась эффективность фильтровального материала

#### Декларируемая эффективность
Первоначально разработчики декларировали, что из-за высокой эффективности фильтров, и отсутствии просачивания неотфильтрованного воздуха через зазоры между маской и лицом, эффективность очистки вдыхаемого воздуха от пыли составляет 99,9 %. Это же значение затем цитировалось и в других источниках ( и др.). Затем разработчики ввели 5-кратный коэффициент безопасности, и область допустимого применения респиратора «Лепесток-200» уменьшилась до 200 ПДКрз. Согласно при защите от мелкодисперсной пыли (размер частиц до 2 мкм) респираторы «Лепесток-40» могли использоваться при превышении ПДКрз до 40 раз, а «Лепесток-5» — до 5 раз. Но при воздействии крупнодисперсной пыли — и эти респираторы могли использоваться при превышении ПДКрз до 200 раз.
Государственные ограничения области допустимого применения СИЗОД разных типов в СССР отсутствовали, и разные авторы давали разные рекомендации — не являвшиеся обязательными для выполнения работодателем (см. Законодательное регулирование выбора и организации применения респираторов). При этом некоторые авторы давали рекомендации, превышавшие не только указания стандарта, но и более ранние (повышенные) ограничения. Так, по данным эффективность респираторов «Лепесток-200» и «Лепесток-40» одинакова, и составляет 99,96 % (коэффициент защиты 2500).
В период, когда происходила разработка и внедрение респираторов «Лепесток», в СССР (в отличие от США) считалось, что респираторы-полумаски могут надёжно защищать рабочих при значительном превышении ПДКрз. Так в довоенной и первой послевоенной литературе вопрос о степени эффективности всего респиратора или не обсуждался вовсе, или сводился к обсуждению эффективности одних только фильтров. Авторитетный специалист и автор ряда книг о защите от пыли и о СИЗОД СА Торопов прямо писал, что эффективность полумасок ПРБ-5, РН-21, Ф-46к и ПРШ-2 м составляет 99,9 %. А в это же время промышленные гигиенисты в США считали, что при превышении ПДКрз следует использовать противогазы с полнолицевыми масками, а полумаски можно применять лишь тогда, когда концентрация вредных веществ ниже ПДКрз, но раздражает рабочих (запах, повышенная чувствительность и т. п.).
Появление ещё одного «высокоэффективного» респиратора-полумаски, и с хорошим пылеёмким фильтром, не удивило советских специалистов.

#### Прилипание респиратора к лицу за счёт электростатического заряда волокон
В первых публикациях о респираторе «Лепесток» (стр. 60-61, и др.) утверждалось, что у этого СИЗОД удалось решить одну из важнейших проблем — предотвращение просачивания неотфильтрованного воздуха через зазоры между маской и лицом. Этого удалось добиться за счёт уникального способа, не используемого ни в одном из других респираторов (в том числе, разработанных позднее) — электростатического прилипания материала фильтра к коже лица, так, что просачиванием аэрозоля можно было пренебречь. Позднее это утверждение было повторено в более новых книгах о СИЗОД( и др.).
Однако в публикации 1975г сам разработчик фильтровального материала ФП прямо сказал, что:

… слои заряженных материалов ф. П. в целом нейтральны. … Измерение поверхностного заряда σ заряженного ф. П. индукционным методом (4) показало, что поверхности слоя несут противоположные по знаку заряды σ, по величине равные 6—10 CGSE/см²
.
Вне фильтровального материала электростатическое поле отсутствовало из-за наложения друг на друга одинаковых полей разного знака от слоёв материала с электрическими зарядами разных знаков. Так как электростатическое поле является его силовой характеристикой, ожидать появления сколько-нибудь значительной силы притяжения нельзя. Кроме того, при намокании обтюратора (при запотевании лица, например) происходит нейтрализация зарядов. Прилипание волокон в процессе их изготовления, и тем более в условиях сильного внешнего электрического поля — не является прилипанием готового респиратора в условиях отсутствия внешнего электрического поля.

Снятым с осадительного элетрода (то есть — сразу после изготовления — прим.) или отдельно хранящимся материалам ФП избыточный заряд придаёт способность притягиваться к окружающим предметам … за счёт зеркальных электрических сил. … Если … слой материала ФП находится в атмосферном воздухе при нормальных условиях, то его избыточный электрический заряд компенсируется в течение нескольких часов… (стр. 110)
Западные изготовители СИЗОД широко используют фильтровальные материалы с электростатическими зарядами (электретные фильтры) для улучшения улавливания мелкодисперсной пыли, но никогда не используют такие заряды для обеспечения плотного прилегания маски к лицу. Описанное в многочисленных публикациях в течение десятилетий «прилипание» — уникально, и не подтверждается практикой, но продолжает упоминаться в изданиях на русском языке.

#### Испытания в лабораторных условиях
Эффективность респираторов проверялась в лабораторных условиях. Испытание респиратора «Лепесток-Г» проводилось на модели головы человека, в качестве поглотителя паров ртути использовался слой фильтра с йодированным углём (между двумя слоями обычного фильтра). Минимальный измеренный коэффициент защиты составил 58, и хотя авторы отметили, что: 

Обтюрация респиратора к многослойному невспененному латексу, который наносится на скульптуру головы человека для имитации кожи, может быть существенно ниже, чем к коже лица…
 но тем не менее рекомендовали ограничить применение этих респираторов концентрациями до 50 ПДКрз (при полном отсутствии результатов испытаний на людях — даже в лабораторных условиях). Также был сделан вывод, что результаты, полученные при оценке просачивания паров ртути через зазоры на манекене, могут использоваться для оценки такого же просачивания других газов — чтобы не затруднятся проведением «исключительно сложных экспериментов».
В работе описаны противогазоаэрозольных фильтрующие полумаски «Лепесток-Г», «Лепесток-А», и «Лепесток-В». Авторы заявили, что просачивание неотфильтрованного воздуха не превышает 1 %, коэффициент защиты не ниже 40, и что срок службы «Лепестков» Г и В составляет не менее 6 часов, а «Лепестка-А» — не менее 8 часов.
Специалисты провели многочисленные испытания «Лепестков» в лабораторных условиях — на людях, на манекенах и в зажиме. Все результаты показывали, что изделие обеспечивает декларируемую эффективность. Например, в работе определялось изменение радиоактивности при воздействии аэрозоля хлористой соли стронция. Эффективность респиратора «Лепесток-200», одетого на покрытый латексом муляж головы, была в диапазоне 98.77-99.995 %.
В книге (стр. 197) описаны испытания респираторов на людях при воздействии радиоактивного изотопа фосфора Р32 при размере частиц 0.4-0.8 мкм. Получение частиц стабильного размера возможно в лабораторных условиях, и практически неосуществимо в производственных. Также автор упоминает измерения при трёхкратном снятии маски и воздействии аэрозоля хлорида натрия.
В описана оценка коэффициентов защиты на испытателях в лабораторных условиях при носке респираторов «Лепесток-А», «Лепесток-В», «Лепесток-Г» и «Лепесток-40». Получены низкие значения проникания.
В работе было изучено возможное отклонение результатов измерений коэффициента защиты от «обычного» логарифмически-нормального. Авторы указали, что при наличии отверстий в полосе обтюрации распределение результатов измерений может быть бимодальным, и для предотвращения их образования рекомендовали учить рабочих правильно надевать респиратор, и улучшить конструкцию обтюратора.
В работе изучалась эффективность респиратора «Снежок-КУ» — в лабораторных условиях; в насадке. По результатам лабораторных испытаний в насадке было рекомендовано использовать его при концентрации вредных веществ до 50 ПДК.

#### Испытания в производственных условиях, показавшие высокую эффективность
Было проведено производственное исследование респираторов «Лепесток-В», предназначенных для защиты от аэрозолей и кислых газов. Для улавливания фтористого водорода между волокнами фильтра равномерно распределяли частицы карбоната натрия (до 2 г). По итогам замеров подмасочной концентрации фтороводорода и его содержания в моче было рекомендовано использовать эти респираторы при концентрации фтористого водорода и аэрозолей до 40 ПДКрз. При этом авторы не проводили различие в проникании через зазоры между маской и лицом газообразных и аэрозольных вредных веществ.
Проводилось инструментальное измерение коэффициентов защиты противогазоаэрозольных фильтрующих полумасок «Снежок» в производственных условиях — на Одесском суперфосфатном заводе. По данным авторов концентрация фтороводорода под маской не превышала 0.34 ПДКрз. Подробности измерения концентрации не приводятся, и данных о эффективности защиты от аэрозоля в производственных условиях нет. Рекомендовано использовать респиратор «Снежок-КУ» при концентрации пыли до 100 мг/м³, и фтористого водорода до 30 ПДКрз. Коэффициент защиты измерялся не по аэрозолю, а по газу — а их проникание может отличаться. Кроме того, конструкция места касания маски и лица у респиратора «Снежок» и «Лепесток» отличается.
Кроме этих двух исследований респираторов типа «Лепесток», никаких других опубликованных исследований о инструментальных замерах коэффициентов защиты — нет. Описание порядка проведения измерений в обоих работах очень кратко, и сложно определить, насколько точным оно было. В обоих случаях измерения проводились в условиях, когда (в СССР) считалось, что просачивание неотфильрованного воздуха через зазоры между маской и лицом не имеет большого значения, а любые альтернативные результаты (показывающие невысокую эффективность) объясняются исключительно низкой квалификацией проводивших их исследователей:

Истинное значение К (коэффициент проникания, отношение концентрации под маской к концентрации снаружи — прим.) может быть измерено с достаточной точностью только при высоких начальных концентрациях аэрозоля перед фильтром. К сожалению, несмотря на тривиальность этого очень важного положения, его часто забывают не только практические, но и научные работники, в связи с чем периодически после проведения недостаточно корректных испытаний снова и снова возникали вопросы о защитных свойствах респираторов типа «Лепесток». С учётом этого были проведены лабораторные и производственные исследования, которые описаны в следующих разделах настоящей главы. стр. 109

#### Испытания в производственных условиях, давшие положительный результат (без инструментальных замеров)

##### Усть-Каменогорский свинцово-цинковый комбинат
До 1958 г. на комбинате использовали различные респираторы, а также ватно-марлевые повязки, которые вызывали жалобы рабочих из-за неудобства. Вследствие этого рабочие редко использовали их, а при использовании могли удалять часть фильтровального материала или нарушали целостность клапанов, что не позволяло обеспечить защиту. Поэтому были проведены измерения эффективности фильтровального материала респиратора «Лепесток», и проведена работа по улучшению условий труда. Эффективность самого фильтровального материала оказалась высокой (задерживал 93.4-97.6 % аэрозоля свинца). В 1959г было начато использование этих респираторов в плавильном и рафинировочном цехах. До начала носки респиратора в плавильном цеху заболеваемость снизилась в 5 раз (в связи с улучшением условий труда). По той же причине общая (профессиональная) заболеваемость на предприятии в 1958г по отношению к 1957г составила 49,7 %. На фоне указанного значительного улучшения условий труда, применение респиратора «Лепесток» в плавильном цеху профессиональная заболеваемость перестала регистрироваться совсем, а в агломерационном снизилась в 20 раз. В статье нет никакой информации, которая давала бы основания предполагать, что проводились замеры концентрации свинца во вдыхаемом подмасочном воздухе (первые персональные пробоотборники появились в Великобритании в конце 1950-х, а в СССР и РФ не нашли широкого применения и в 21 веке). В статье нет никакой информации, позволяющей как-то разделить вклад значительного улучшения условий труда и вклад применения «Лепестков» в снижение заболеваемости. Учитывая положительное влияние применения респиратора, авторы рекомендовали его использование на металлургических предприятиях цветной металлургии.
Хотя никакой информации о эффективности и о вкладе респиратора в снижение профзаболеваемости не приводилось, в (стр. 132—134, стр. 238) — со ссылкой на вышеприведённую статью — утверждалось, что:

… после введения обязательного ношения респираторов «Лепесток» профессиональная заболеваемость в плавильном цехе не зарегистрирована совсем, а в агломерационном цехе по сравнению с 1958г была снижена в 20 раз.

… Значение имели и другие проводившиеся в тот период на заводе технологические и общетехнические мероприятия. Однако ведущая роль респиратора Лепесток бесспорна, что подтверждается значительно меньшим снижением профессиональных заболеваний в одном из плавильных цехов, в котором в начале 1959г ещё не было введено обязательное ношение респираторов Лепесток
.
В статье сказано, что пятикратное снижение заболеваемости в плавильном цехе было достигнуто ещё до применения респираторов, и это плохо согласуется с утверждением о «бесспорно ведущем» вкладе респиратора в снижение заболеваемости. Кроме того, связь между уменьшением дозы вдыхаемых загрязнений и уменьшением регистрируемой заболеваемости носит сложный характер, и нет никаких оснований считать, что уменьшение дозы вдыхаемых вредных веществ в N раз показывает, что коэффициент защиты равен, например, 200.
По данным снижение профзаболеваемости на комбинате (описанное выше) оказалось не стабильным — в 1962г заболеваемость снова возросла; а концентрация свинца на многих рабочих местах превышала ПДК в десятки раз. Авторы отметили, что в целом, достигнутое снижение заболеваемости связано с осуществлением комплекса инженерно-технических мероприятий, систематическим контролем условий труда, и проведением периодических медосмотров для выявления свинцовой интоксикации на ранних стадиях.
В (после посещения комбината) отмечалось, что действительно высокая эффективность фильтровального материала респираторов «Лепесток», и снижение профессиональной заболеваемости при их применении — не одно и то же; и что заявления о профилактической ценности применения этого респиратора нельзя считать обоснованными (так как многое зависит от обеспечения его правильного и своевременного использования). В авторы указывали причины отмеченного ими снижения заболеваемости (внедрение новых технологий, улучшение условий труда), не упоминая про респиратор вообще.
12 публикаций, в той или иной степени затронувших состояние заболеваемости на комбинате с 1962 до 1990 гг., не подтвердили ни устранения профессиональной заболеваемости при воздействии свинца; ни способности респиратора эффективно защищать от воздушных загрязнений; ни того, что удалось добиться его своевременного и правильного применения (за 28 лет). Тем не менее, специалисты по СИЗОД использовали этот случай применения респиратора как иллюстрацию высокой эффективности «Лепестка» — выборочно цитируя лишь первую публикацию.

##### Колыма
Испытания респираторов разных конструкций проводились на горных разработках Северо-Востока. Проверялись респираторы моделей: РН-21, ПРШ2-59М, ШБ-1, РПЦ-22, У-2, Астра-2, Лепесток-5 и Лепесток-200к (с клапаном выдоха). О измерениях подмасочной концентрации во время работы в статье не упоминается, но написано, какова была эффективность улавливания пыли фильтрами. Общий вывод — респираторы должны быть конечным звеном в комплексе инженерных средств борьбы с пылью, и что ни один из проверявшихся респираторов не соответствовал требованиям. В цитируется эта работа, но подчёркивается, что из всех проверявшихся респираторов наиболее подходящими были Лепесток-5 и Астра-2. О необходимости использовать технические средства снижения запылённости, и о степени защиты рабочих — не упоминается.

##### Другие испытания
В упоминаются многочисленные испытания «Лепестков» при воздействии разнообразных аэрозолей, описанные в. В большинстве случаев речь идёт о испытаниях в лабораторных условиях.
В показано, что при использовании респираторов «Лепесток» произошло значительное уменьшение содержания радиоактивных материалов в моче сотрудников предприятия атомной промышленности, что (по мнению авторов) доказывает высокую эффективность СИЗОД. Однако начальный этап внедрения респиратора на предприятиях «среднего машиностроения» происходил в условиях, когда там систематично и значительно нарушались требования защиты персонала, и загрязнённость воздуха была крайне высокой. Впоследствии условия работы были значительно улучшены — так, что в ряде случаев от использования респираторов смогли отказаться полностью. Неизвестно, какой вклад в снижение попадания радиоактивных веществ в организм сотрудников внесла носка респиратора, а какой — улучшение условий труда, которое могло быть значительным (как и на Усть-Каменогорском комбинате, см. выше). Использование биомониторинга (например, в рассмотренном случае — измерение содержания радиоактивных веществ в моче) может позволить точно определить степень попадания вредных веществ в организм (конечный результат), но не даёт никакой информации о путях попадания (вдыхание загрязнённого воздуха, нарушение правил гигиены при переодевании, при приёме пищи, и т.п). Поэтому биомониторинг очень полезен, но сам по себе он не даёт точной информации о степени снижения загрязнённости вдыхаемого воздуха, и конкретно — именно из-за носки респираторов.
Но эти (неопубликованные в других источниках) 
| Таблица результатов биомониторинга (содержание плутония в моче) | Таблица результатов биомониторинга (содержание плутония в моче) | Таблица результатов биомониторинга (содержание плутония в моче) | Таблица результатов биомониторинга (содержание плутония в моче) | Таблица результатов биомониторинга (содержание плутония в моче) | Таблица результатов биомониторинга (содержание плутония в моче) | Таблица результатов биомониторинга (содержание плутония в моче) | Таблица результатов биомониторинга (содержание плутония в моче) |                                          |
| --- | --------------------------------------------------------------- | --------------------------------------------------------------- | --------------------------------------------------------------- | --------------------------------------------------------------- | --------------------------------------------------------------- | --------------------------------------------------------------- | --------------------------------------------------------------- | ---------------------------------------- |
| Данные авторов (табл. 8.1 на стр. 248) | Данные авторов (табл. 8.1 на стр. 248)                          | Данные авторов (табл. 8.1 на стр. 248)                          | Данные авторов (табл. 8.1 на стр. 248)                          | Параметры по годам                                              | Параметры по годам                                              | Параметры по годам, и с коррекцией на 2%                        | Параметры по годам, и с коррекцией на 2%                        | Параметры по годам, и с коррекцией на 2% |
| Год | Общее время работы, годы                                        | Работа в респираторах, годы                                     | 1-К                                                             | Проникание                                                      | коэффициент защиты респиратора                                  | Проникание - 2%                                                 | коэффициент защиты респиратора                                  |                                          |
| 1955 | 6                                                               | 0                                                               | 0                                                               | 1                                                               | 1                                                               | 0,98                                                            | 1,02                                                            |                                          |
| 1956 | 7                                                               | 1                                                               | 0,83                                                            | 0,17                                                            | 5,88                                                            | 0,15                                                            | 6,67                                                            |                                          |
| 1957 | 8                                                               | 2                                                               | 1,01                                                            | -0,01                                                           | -100                                                            | -0,03                                                           | -33,33                                                          |                                          |
| 1958 | 9                                                               | 3                                                               | 0,94                                                            | 0,06                                                            | 16,67                                                           | 0,04                                                            | 25                                                              |                                          |
| 1959 | 10                                                              | 4                                                               | 0,93                                                            | 0,07                                                            | 14,29                                                           | 0,05                                                            | 20                                                              |                                          |
| 1960 | 11                                                              | 5                                                               | 1                                                               | 0                                                               | ~ 1 000 000                                                     | -0,02                                                           | -50                                                             |                                          |
| 1961 | 12                                                              | 6                                                               | 1,09                                                            | -0,09                                                           | -11,11                                                          | -0,11                                                           | -9,09                                                           |                                          |
| Среднее значение | Среднее значение                                                | Среднее значение                                                | 0,97                                                            | 0,03                                                            | 33,33                                                           | 0,01                                                            | 100                                                             |                                          |
| Проникание - доля плутония, попавшего в организм, по отношению к его попаданию при работе без средств защиты. Коэффициент защиты = 1 / проникание. На основании результатов, средних за 6 лет (столбцы слева, "Данные авторов"), был сделан вывод, что поступление плутония снизилось в 33 раза (среднее проникание 0,03, коэффициент защиты 33). Затем авторы предположили, что из 3% поступления плутония 2/3 (2%) попадали в организм при проглатывании (касание губ загрязнёнными пальцами и т.п.). Соответственно, попадание при вдыхании, через респиратор, оказалось ( 3% - 2% = ) 1%, и коэффициент защиты вырос до 100. В двух правых столбцах приведены результаты с учётом поправки на 2%, но не только в целом за 6 лет, но и за каждый год. Видно, что без предложенной авторами поправки 2%, в 1960 году респиратор защищал организм от полония на 100%, а в 1957 и 1961 годах попадание плутония в организм работников было даже отрицательным. Однако, по определению, отрицательные проникновение и коэффициент защиты - лишены физического смысла. Если использовать предлагаемую авторами поправку 2%, то из 6 лет применения респиратора, 3 года поступление плутония в организм будет отрицательным (два последних столбца). Видимо, точность исходных данных, и/или корректность обращения с ними - были недостаточными. |                                                                 |                                                                 |                                                                 |                                                                 |                                                                 |                                                                 |                                                                 |                                          |

оптимистичные результаты плохо согласуются с результатами оценки не содержания радиоактивных материалов в моче (то есть — удаляемых из организма), в начальный период работы комбината «Маяк» (когда загрязнённость воздуха была очень большой); а с оценками накопленной дозы внутреннего облучения (после 1972 г., когда загрязнённость воздуха была уже значительно снижена):
Обращает на себя внимание тот факт, что даже среди лиц, проработавших в контакте с аэрозолями плутония не более 20 лет, имеются такие профессионалы, для которых накопленная доза уже сейчас превышает установленный предел, что говорит о пренебрежении к правилам ношения индивидуальных средств защиты дыхания (респиратор ШБ-1 «Лепесток-200»).
В также упоминается значительное снижение профзаболеваемости при использовании респираторов «Лепесток». Но взаимосвязь между частотой профзаболеваний и эффективностью респиратора сложная, и уменьшение заболеваемости в N раз показывает, что воздействие вредных веществ на рабочих снизилось; но не показывает — во сколько именно раз.
В целом, инструментальные измерения коэффициентов защиты респираторов «Лепесток» при воздействии аэрозолей, подтверждавшие их декларируемые высокие защитные свойства (по отношению к респираторам-полумаскам, испытывавшимся западными специалистами с 1970-х) — не проводились.
Также в производственных и лабораторных условиях были получены результаты, свидетельствующие о низкой эффективности респиратора. Эти результаты хорошо согласуются с результатами западных исследований:

#### Альтернативные результаты
Специалисты Орловского НИИ охраны труда в сельском хозяйстве Борис Тюриков и Владимир Гаврищук провели два исследования защитных свойств различных противопылевых респираторов-полумасок в производственных условиях, в том числе — проверяли «Лепесток-40» в 1988 г. Для измерений коэффициента защиты использовали пробоотборник ВБ-2 (расход воздуха 0.8 л/мин), воздух прокачивали через фильтры АФА-ВП-3, концентрация измерялась весовым методом; учитывали осаждение части аэрозоля в органах дыхания (так как это занижает концентрацию аэрозоля под маской во время выдоха). Проникание крупнодисперсной пыли под маску было нестабильным, и составляло от 0.8 до 44,3 %. Авторы сделали вывод о том, что при повышенной запылённости для защиты от пыли должны использоваться другие респираторы. Позднее Б. Тюриков успешно разрабатывал СИЗОД с принудительной подачей отфильтрованного воздуха под лицевую часть, и эти респираторы показали хорошие защитные свойства при их проверках в производственных условиях из-за маленького просачивания неотфильтрованного воздуха через зазоры. Авторы отметили, что из-за негативного влияния проверявшихся полумасок на самочувствие рабочих, и их намокания (при потовыделении) их непрерывная носка затруднена.
После аварии на Чернобыльской АЭС было проведено лабораторное исследование для определения эффективности широко использовавшихся ликвидаторами респираторов «Лепесток-200». Авторы показали, что несмотря на высокую эффективность улавливания радиоактивных веществ фильтром (коэффициент защиты фильтровального материала 109—132) эффективность всего СИЗОД значительно меньше из-за подсосов неотфильтрованного воздуха через зазоры между маской и лицом. Экспериментально полученный авторами коэффициент защиты СИЗОД находился в пределах от 2 до 8. Эти результаты могут показывать, что степень защищённости ликвидаторов аварии на Чернобыльской АЭС могла быть значительно ниже требовавшейся — из-за ложных представлений о их высоких защитных свойствах. Эти модель СИЗОД широко использовалась ликвидаторами — только в июне 1986г в Чернобыль было поставлено около 300 тыс. респираторов …
Специалист НИИ углеродных сорбентов проф. Тарасов ВИ в на основании (лабораторных) исследований различных видов промышленных СИЗОД рекомендовал ограничить применение всех фильтрующих полумасок, включая «Лепесток», условиями десятикратного и меньшего превышения ПДКрз.
В работе в лабораторных условиях было получено проникание до 18 % (минимальный коэффициент защиты — 5,5); и оно было наибольшим у людей с большими и маленькими лицами.
В работе изучалась возможность использования фильтрующих полумасок с и без клапана выдоха при отрицательных температурах. Автор показал, что из-за накопления влаги на фильтровальном материале при температуре воздуха −5°С ÷ −15°С сопротивление дыханию может начать превышать ограничения государственных стандартов уже через полчаса после начала применения.
В работе изучались защитные свойства респираторов «Лепесток-200» в лабораторных условиях (без учёта отличия эффективности в производственных и лабораторных условиях). Измерялись счётные концентрации (наружная и подмасочная) при выполнении участником исследования стандартного набора (цикла) движений. У каждого из участников проводили по 4 замера, в исследовании участвовало 25 испытателей, лица которых соответствовали требованиям к подбору испытателей при сертификации СИЗОД в США. Минимальный коэффициент защиты — 1.5 (у участника № 3, среднее значение за 1 цикл движений); у 4 участников из 25 (№ 3, 4, 15 и 17) средний (за 4 цикла движений) коэффициент защиты находился в пределах 4÷4.75. Авторы заметили, что КЗ превышал 200 в 20 % замеров. Эта работа была процитирована в публикации. Авторы последнего документа пишут, что «заданий фактор пригодности» (коэффициент защиты, измеренный в лабораторных условиях, fit factor): 

… в 20 % заданий фактор пригодности был более 200, то есть проскок не превышал 0,5 %. Следовательно, «Лепесток-200» полностью соответствовал заявленным критериям защиты от аэрозолей субмикронного размера. Для 50 % заданий фактор пригодности превышал 100, то есть проскок был менее 1 %.
То есть то, что в 80 % случаев (как они сами пишут) коэффициент защиты был меньше декларируемого (200), по их мнению не означает, что эффективность респиратора не соответствовала декларируемой. Что минимальный КЗ был 1.5, и что у 16 % участников он не превышал 5 они не указали, но заметили, что попытки определить эффективность респираторов на рабочих местах, предпринимавшиеся сотрудниками Института Атомной Энергии им. Курчатова (показавшие, что происходит просачивание крупнодисперсных радиоактивных частиц через зазоры между маской и лицом, и низкую эффективность респиратора — так, что доходило до использования лейкопластыря, клея, вазелина, детского крема и других средств герметизации периметра касания маски и лица) проводились «неграмотно».
По данным результаты применения «Лепестков» на ЧАЭС всё же заставили существенно ужесточить пределы их применения — с 200 ПДК до 50 ПДК. Возможно, авторы имели в виду, что в ГОСТе по фильтрующим полумаскам требование к их испытаниям предусматривает максимум 50-кратное снижение загрязнённости вдыхаемого воздуха. Но часть поставщиков СИЗОД и после принятия этого стандарта продолжили рекомендовать применять «Лепестки-200» до 200 ПДК.
Оценка применения респиратора «Лепесток-40» на производстве цирама показала, что он неэффективен. Исследование выявило ингаляционное поступление аэрозоля стронция при использовании респиратора «Лепесток». Недостаточная эффективность этого респиратора при производстве антибиотика ампицеллина потребовала его замены на респиратор с принудительной подачей воздуха. Использование респиратора Лепесток и спецодежды не позволило надёжно защитить от воздействия воздушных загрязнений при производстве лекарственного препарата.
У части рабочих, проводивших ремонт котлов, и использовавших «Лепестки», было выявлено профессиональное заболевание — хронический пылевой бронхит (при стаже 3-4 года).

### Производство респиратора
Было выпущено более 6 млрд респираторов Лепесток за период 1956—2015; в том числе около 3 млрд — Кимрской фабрикой им Горького. При этом (а в СССР изготавливалось немало других моделей противопылевых респираторов) — до середины 1980-х промышленности не хватало респираторов.
В 2011 г. на рынок РФ поставлялись респираторы «Лепесток», изготавливаемые на одном казахстанском заводе, двух украинских, и примерно двух десятках российских. Количество производителей — небольших предприятий — неизвестно. Наличие в свободной продаже фильтровального материала и станков КГ облегчало предпринимателям освоение выпуска продукции, так как контроль за тем, чтобы предприятия использовали только сертифицированные СИЗОД, оказался недостаточно эффективным (велась борьба с т. н. «контрафактом»). При этом сами изготовители не наносили на не-контрафактные респираторы никакой маркировки до 2010-х, нарушая требования государственного стандарта (см. фото справа). Сама сертификация респираторов в РФ проводилась не всегда достаточно качественно: 

выдержка из интервью с руководителем Росаккредитации Саввой Шиповым
— Всем известно, что многие сертификаты ничего не значат. Они не дают потребителям гарантий качества, производители их просто покупают, никаких испытаний не проводят. В интернет-поисковике можно найти недорогой сертификат на любой вкус. Выдача сертификатов наверняка большой теневой рынок.
— Я бы не стал говорить, что это сплошь теневой рынок, но серая его часть действительно немаленькая. Если говорить в целом об оценке соответствия и сертификации, то речь идет о сотнях миллиардов рублей в год. На этом рынке работают и добросовестные участники, и не очень.
Специалисты Государственного научного центра прикладной микробиологии и биотехнологии отметили низкое качество этих респираторов (которые должны защищать работников в особо опасных условиях).

### Государственные стандарты СССР и РФ

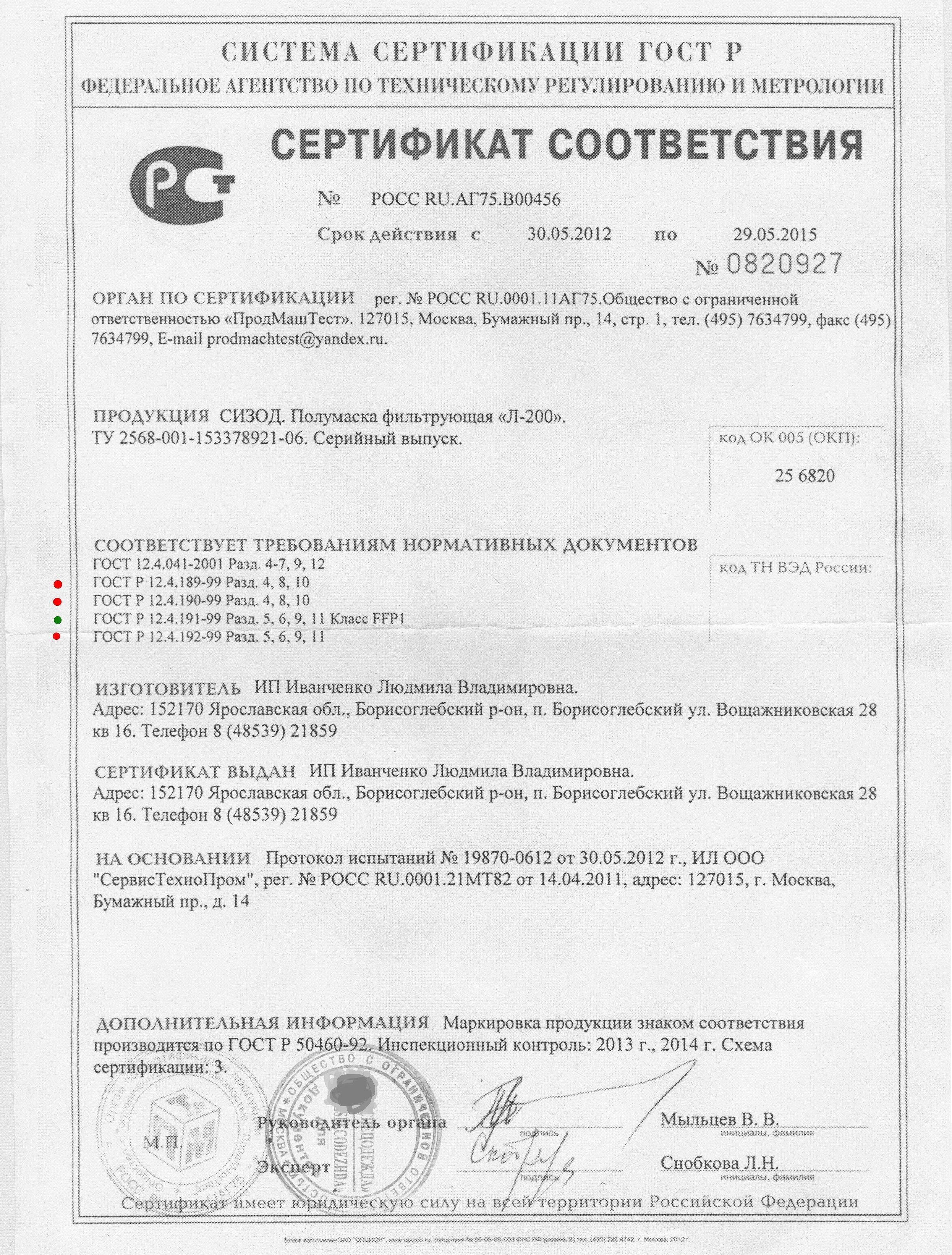
Сертификат, выданный на купленный респиратор — фильтрующую полумаску «Лепесток-200», в котором орган сертификации указал, что фильтрующая полумаска соответствует требованиям к полнолицевым маскам с панорамным стеклом, и требованиям к эластомерным маскам со съёмными и с несъёмными фильтрами. Сертификация СИЗ органов дыхания не обеспечивает безопасность потребителя, в том числе из-за невысокого качества её проведения.

Спустя 21 год после появления первого «Лепестка» в СССР был введён в действие первый государственный стандарт с требованиям к этим респираторам. Такая практика не вполне соответствует современным подходам к сертификации респираторов, используемым в развитых странах — модели респираторов определённых типов разрабатываются в соответствии с требованиями к таким типам, а не наоборот. В стандарте были кратко сформулированы требования к респираторам Лепесток-5, −40 и −200, порядок их испытаний, и ограничения области допустимого применения по кратности превышения ПДКрз. Наличие в одном документе требований как к изготовителю, так и к работодателю — не типично для стандартов по сертификации и по выбору и организации применения СИЗОД в промышленно-развитых странах. Там требования к работодателю и к изготовителю сформулированы в разных документах.
В стандарте был указан способ проверки эффективности респиратора. Он предполагал крепление «Лепестка» в зажиме с резиновой прокладкой по периметру (полностью устранявшей просачивание неотфильтрованного воздуха). При этом степень очистки воздуха от аэрозоля мелкодисперсных частиц масляного тумана ~0.3 мкм должна была составлять не менее 250 (проскок 0,4 %); 50 (2 %) и 6 (16 %) для Лепестка −200, −40 и −5 соответственно. На основании результатов указанных испытаний (в зажиме, а не на лице — то есть испытаний не респиратора, а фильтровального материала) государственный стандарт 1976г рекомендовал применять «Лепесток-200» при запыленности воздуха, превышающей ПДКрз — до 200 раз; «Лепесток-40» — до 40 ПДКрз, и «Лепесток-5» — до 5 ПДКрз (если пыль мелкая, а если крупная — то все три модели — до 200 ПДКрз). Документ игнорировал риск просачивания неотфильтрованного воздуха через зазоры между маской и лицом — основную причину низкой эффективности респираторов без принудительной подачи воздуха под лицевую часть.
Позднее при первой попытке вступить в ВТО в РФ были приняты новые стандарты, гармонизированные с европейскими. Они требовали от изготовителя указывать область допустимого применения СИЗОД в производственных условиях, и устанавливали требования к испытаниями в лабораторных условиях. А поскольку ограничения области допустимого применения СИЗОД всех конструкций, которые устанавливает в США, ЕС и других странах другой документ, в РФ отсутствовали, часть изготовителей стала использовать требования к испытаниях при сертификации как ограничение области допустимого применения. Это снизило декларируемый коэффициент защиты «Лепестка-200» с 200 до 50 ПДКрз. Однако в документе не указывались ограничения (так как их там вообще нет), и часть изготовителей стала по-прежнему указывать область применения до 200 ПДКрз. (См. Законодательное регулирование выбора и организации применения респираторов). Из-за существенного отличия требований к лабораторным испытаниям при сертификации и ограничениям области допустимого применения (тех же самых СИЗОД) в реальных производственных условиях такая практика привела к тому, что потребителю давали ничем не обоснованные и значительно завышенные данные о эффективности респираторов. Это приводило и приводит к применению заведомо недостаточно эффективных средств защиты в условиях, для которые они не предназначены по самой своей конструкции — при декларируемых ограничениях 200 и 50 ПДКрз научно-обоснованное ограничение области допустимого применения полумасок в США составляет 10 ПДКрз, и это ограничение относится лишь к тем респираторам, которые применяют в рамках программы респираторной защиты (индивидуальный подбор к лицу, обучение и тренировка рабочих и т. д.).
До 2010-х изготовители получали сертификаты, в которых указывалось, что респираторы соответствуют требованиям к нанесению маркировки на изделие — но маркировку не наносили (см. фото). Это не мешало регулярно поднимать вопрос о необходимости борьбы с «контрафактом» (который также не имел маркировки и потому был неотличим от сертифицированных СИЗОД).

## Респираторы ШБ-2
Возможно, необходимость более надёжно предотвратить просачивание неотфильтрованного воздуха через зазоры между маской и лицом, побудила разработать респиратор ШБ-2 Лепесток. Он закрывал всю голову, и имел три обтюратора (два дополнительных — на шее и на голове, через затылок). Декларируемая эффективность 99,99 %, обеспечивалась защита кожных покровов головы. В больших количествах не изготавливался, и затем его производство прекратили.

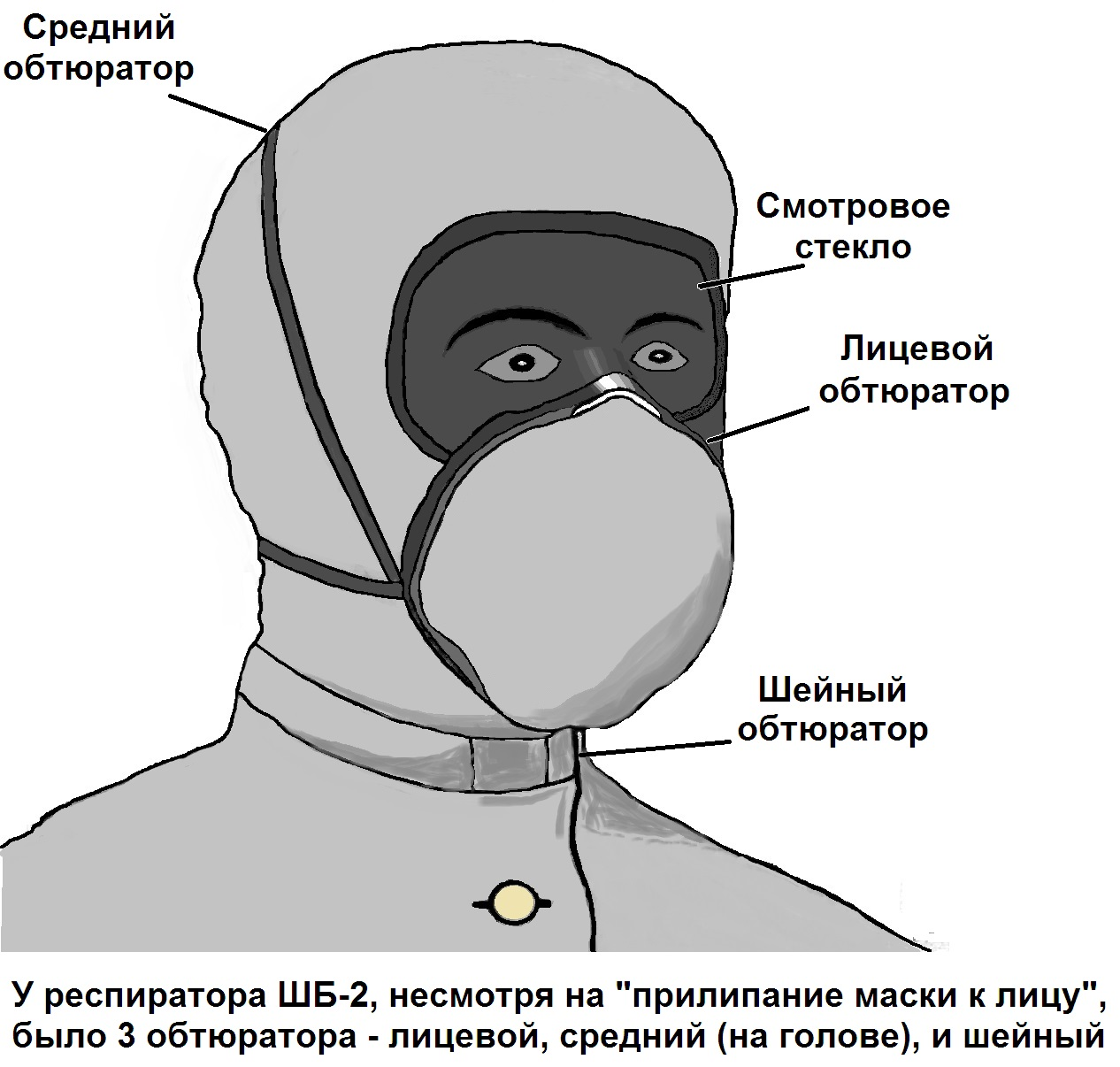
Схема респиратора ШБ-2, разработанного в 1956г — с тремя обтюраторами.

Респираторы ШБ-2 изготавливались небольшими партиями для нужд атомной промышленности, и через небольшой период времени их выпуск был прекращён. Упоминается использование респираторов ШБ-2 (а также ШБ-1) при получении редкоземельных (радиоактивных) элементов, а также при защите от полония-210.

## Респиратор ШБ-1 «Лепесток» и развитие респираторной науки в СССР и РФ
Создание эффективного противоаэрозольного фильтра стало большим достижением советской промышленности. К сожалению, использование этого материала в гражданских противоаэрозольных СИЗОД начало проводиться с большой задержкой. Использование респираторов «Лепесток» и др. с эффективными фильтрами улучшило защиту рабочих от аэрозольных воздушных загрязнений.
Отсутствие научно-обоснованных требований к работодателю, устанавливающих области допустимого применения СИЗОД всех конструкций, и наличие рекомендаций специалистов использовать полумаски (в том числе и «Лепестки») в условиях сильного превышения ПДКрз, приводило и приводит к использованию заведомо недостаточно эффективных респираторов в условиях, в которых они не способны обеспечить надёжную защиту из-за ограничений, накладываемых самой своей конструкцией. Отличие рекомендаций советских и российских специалистов от научно обоснованных требований законодательства промышленно-развитых стран нельзя объяснить их неосведомлённостью — публикации в открытых западных источниках регулярно и систематично изучались и цитировались. Например, Рис. 22 на стр. 106 взят из (№ 284 в списке литературы, насчитывающем более 100 западных источников); в приводится ссылка на опубликованный двумя годами ранее стандарт (однозначно показывающий недопустимость использования результатов, полученных в лаборатории, для оценки реальной эффективности в производственных условиях); сотрудники ВНИИ сертификации опубликовались в специализированном западном респираторном журнале, и др. Кроме западных исследований, в СССР были опубликованы две статьи Тюрикова о низкой эффективности полумасок, и его многочисленные сообщения на конференциях — но и они были проигнорированы. Возможно, тесная связь специалистов по СИЗОД с изготовителями, и сложившиеся за десятилетия традиции, стали причиной проявления конфликта интересов. То есть — чем выше эффективность изделия, тем больше может стать объём её продаж.

Специалисты по пылеподавлению … борются за то, чтобы защитить лёгкие людей от вредоносного влияния пыли. Но как расценить поведение людей, которые … добровольно вдыхают концентрированный аэрозоль, содержащий сразу многие токсичные вещества? Речь идёт о табачном дыме. … Борьба с курением имеет не меньшее значение, чем … создание индивидуальных средств защиты лёгких, подавление образования аэрозолей в шахтах и цехах.
(стр. 81)
Наличие крайне недорогого респиратора-полумаски, высокая эффективность которого декларировалась на самом высоком уровне высококвалифицированными компетентными и авторитетными специалистами, могла способствовать не-использованию достаточно эффективных при большой запылённости СИЗОД (с принудительной подачей воздуха под маску) из-за их большей стоимости; и могла способствовать сохранению иллюзии возможности надёжно защитить рабочих с помощью простых и крайне дешёвых СИЗ — без значительных затрат на создание безопасных и здоровых условий труда (не в середине 20 века, а значительно позднее, когда уровень науки и техники, и развитие промышленности давали больше возможностей):

… предприятия в первую очередь предпочитают использовать средства ФСС для приобретения качественных СИЗ. Думается, что с учётом упомянутых выше нововведений, предусмотренных Законом № 426-ФЗ, эта тенденция сохранится и в дальнейшем